# Неонилинское
Неонилинское — село в Шадринском районе Курганской области России. Административный центр Неонилинского сельсовета.

## История
До 1917 года в составе Водениковской волости Шадринского уезда Пермской губернии. По данным на 1926 год состояло из 254 хозяйств. В административном отношении являлось центром Неонилинского сельсовета Ольховского района Шадринского округа Уральской области.

## Население
| 1989 | 2002 | 2010 |
| ---- | ---- | ---- |
| 423  | ↘375 | ↘305 |

По данным переписи 1926 года в селе проживало 1195 человек (531 мужчина и 664 женщины), в том числе: русские составляли 100 % населения.
Согласно результатам Всероссийской переписи населения 2002 года, в национальной структуре населения русские составляли 95 %.